# Паоло Піццо
Паоло Піццо (італ. Paolo Pizzo; нар. 4 квітня 1983 року, Катанія, Італія) — італійський фехтувальник на шпагах, срібний призер Олімпійських ігор 2016 року в командній шпазі, дворазовий чемпіон світу (2011 та 2017 роки) та призер чемпіонатів Європи.

## Виступи на Олімпіадах
| Олімпіада   | Дисципліна          | Місце |
| ----------- | ------------------- | ----- |
| Лондон 2012 | індивідуальна шпага | 5     |
| Ріо 2016    | індивідуальна шпага | 25    |
| Ріо 2016    | командна шпага      | 2     |